# Code du travail (Maroc)
Lire en ligne

B.O. 5210 pas consolidée

Au Maroc, le Code du travail est le texte législatif qui édicte l'ensemble des règles relatives à l'organisation des relations sociales au sein de l'entreprise et dans le domaine du travail.

## Table générale des matières
Le Code du Travail Marocain est composé de 3 titres et de 7 livres :
- TITRE PREMIER
- TITRE Il : DEFINITIONS
- TITRE III : DISPOSITION GENERALES
  - LIVRE PREMIER: DES CONVENTIONS RELATIVES AU TRAVAIL
    - TITRE PREMIER DU CONTRAT DE TRAVAIL 
      - Chapitre premier de la période d'essai
      - Chapitre Il de la formation du contrat de travail
      - Chapitre III des obligations du salarié et de l'employeur
      - Chapitre IV du cautionnement
      - Chapitre V de la suspension et de la cessation contrat de travail
      - Chapitre VI du voyageur, représentant ou placier de commerce et d'industrie

    - TITRE II DUCONTRAT DE SOUS-ENTREPRISE
    - TITRE III DE LA NÉGOCIANON COLLECTIVE
    - TITRE IV DE LA CONVENTION COLLECTIVE DE TRAVAIL
      - Chapitre premier définition et forme
      - Chapitre Il Conclusion -Parties à la convention -Adhésion
      - Chapitre III Champ d'application et entrée en vigueur de la convention collective de travail
      - Chapitre IV durée d'application -Dénonciation
      - Chapitre V Exécution
      - Chapitre VI Dispositions diverses
      - Chapitre VII Extension et cessation de la convention collective de travail

  - LIVRE II: DES CONDITIONS DE TRAVAIL ET DE LA RÉMUNÉRATION DU SALARIÉ
    - TITRE PREMIER DISPOSITIONS GENERALES
    - TITRE Il DE LA PROTECTION DU MINEUR ET DE LA FEMME
    - TITRE III DE LA DUREE DU TRAVAIL
    - TITRE IV DE L'HYGIENE ET DE LA SECURITE DES SALARIES
    - TITRE V DU SALAIRE

  - LIVRE III: DES SYNDICATS PROFESSIONNELS,DES DELEGUES DES SALARIES, DU COMITE D'ENTREPRISE ET DES REPRESENTANTS DES SYNDICATS DANS L'ENTREPRISE
    - TITRE PREMIER DES SYNDICATS PROFESSIONNELS
      - Chapitre premier dispositions générales
      - Chapitre II de la personnalité morale des syndicats professionnels
      - Chapitre III constitution et administration des syndicats professionnels
      - Chapitre IV des unions des syndicats professionnels
      - Chapitre V l'Organisation syndicale la plus représentative
      - Chapitre VI dispositions pénales

    - TITRE Il DES DELEGUES DES SALARIES 
      - Chapitre premier Mission des délégués des salariés
      - Chapitre Il Election des délégués des salariés
      - Chapitre III exercice des fonctions des délégués des salariés
      - Chapitre IV dispositions pénales

    - TITRE III LE COMITE D'ENTREPRISE
    - TITRE IV LES REPRESENTANTS DES SYNDICATS DANS L'ENTREPRISE

  - LIVRE IV: DE L'INTERMÉDIATION EN MATIERE DE RECRUTEMENT ET D'EMBAUCHAGE
    - Chapitre premier de l'intermédiation en matière de recrutement
    - Chapitre Il dispositions relatives aux entreprises d'emploi temporaire
    - Chapitre III de l'embauchage des salariés.
    - Chapitre IV de l'embauchage des salariés marocains à l'étranger
    - Chapitre V de l'emploi des salariés étrangers
    - Chapitre VI Dispositions générales
    - Chapitre VII le Conseil supérieur de la promotion de l'emploi et les conseils régionaux et provinciaux de la promotion de l'emploi
    - Chapitre VIII de l'âge de la retraite

  - LIVRE V: DES ORGANES DE CONTROLE
    - Chapitre premier des agents chargés de l'inspection du travail
    - Chapitre Il de la constatation des infractions
    - Chapitre III dispositions pénales
    - Chapitre IV dispositions pénales diverses

  - LIVRE VI: Du REGLEMENT DES CONFLITS COLLECTIFS DU TRAVAIL
    - Chapitre premier dispositions générales
    - Chapitre II de la conciliation
    - Chapitre III de l'arbitrage
    - Chapitre IV De l'exécution des accords de conciliation et des décisions d'arbitrage
    - Chapitre V dispositions diverses

  - LIVRE VII: DISPOSITIONS FINALES